# Suica電子マネー
Suica電子マネー（スイカでんしマネー）は、東日本旅客鉄道（JR東日本）及び東京モノレール・東京臨海高速鉄道が発行するSuicaを活用した非接触型決済サービスのひとつ。旧称はSuicaショッピングサービス。

## 概要
Suicaの電子マネーとしての利用は、当初JR東日本エリア駅構内での物品販売の混雑緩和やスピーディーな買い物に活用する事を狙いとしていた。しかし、その利便性が乗降客に浸透するに連れてJR東日本側の認識も変わり、Suicaを積極的に電子マネーとして利用する事による手数料を新たな収益源として大きく見込む様になった。
それにより、JR東日本は中期経営計画「グループ経営ビジョン2020－挑む－」において「Suica事業を経営の第3の柱として確立する」として、Suicaビジネスを新たな経営戦略の中心に据えている。

## 数字で見る現状と主な経過
2022年3月末現在、発行枚数8,964万枚・月間取り扱い件数2億5,261万件（各交通系電子マネーを含む。取扱件数は最高利用件数。また、対抗するEdyは発行枚数1億3,500万枚以上=2021年3月現在）で、2010年度の1日800万件を目標を現在は大きく超えている(2019年12月に958万件/月を記録)。現在では鉄道駅構内（いわゆる「駅ナカ」）に留まらず、街中へもSuica対応店舗の積極的な拡大を行っている。2022年3月末現在の導入店舗数は約132万店以上である。
なお、ビットワレット（現：楽天Edy株式会社）のEdy（現：楽天Edy）やイオン（純粋持株会社移行に伴い、現在は、イオンリテールとイオン銀行の事業）のWAONとの競争は「電子マネー戦争」とも評され、さらに2007年からはセブン&アイ・ホールディングス系列のアイワイカード・サービス（現・セブン・カードサービス）が発行するnanaco（発行枚数7,520万枚）も加わり、三つ巴の争いとなっている。
Suicaの残高（ストアードフェア=SF）を汎用電子マネーとして使えるという事に着目したJR東日本は、2003年11月よりVIEW Suicaカード会員限定で駅のコンビニエンスストア「NEWDAYS」での利用を中心にSuica電子マネーモニター（実用化最終テスト）を行い、翌2004年3月22日より正式にSuicaショッピングサービスとしてスタートした。
汎用性のある電子マネーとしては、当時ビットワレットのEdyが2001年11月からと先行していた（同時期にSuicaのサービスも開始）。Edyは航空会社ポイントプログラムとの提携、また2004年から携帯電話各社の端末に「おサイフケータイ」と銘打ち、そのコンテンツとしてプリインストールする事で発行枚数を伸ばして来た。電子マネー事業に興味を示していたJR東日本は当初、SuicaにEdy機能を搭載することを検討し、実際にソニーにオファーを行うも、電子マネー事業を自社で展開したいソニー側と折り合わず、機器の共同開発についても法外な価格を突きつけられ立ち消えとなり、以後、自社で電子マネーの開発を行うこととなる。
JR東日本の電子マネー事業の特徴は、集中対応戦略である。つまり自社の駅構内においてまず集中的にSuica対応とする戦略である。駅構内はSuicaを所持しているユーザが多数おり、まず乗車券としてSuicaを日常的に使用するユーザーに、Suica電子マネーの利便性を体感してもらうことで認知度を高めた。結果的にいつものSuicaが電子マネーとして使える事に対し、改札機と同様の「タッチ」により決済できる事、特別な申し込みなどが必要ない事などもあり、違和感が少なく、利用率がEdyに比べて高くなる結果となった。現実的にSuicaは飲料水のよく売れる夏場に利用件数が急伸し、その利用件数がそのまま維持されるという構図になっている。その後、電子マネーとしてのSuicaはエリア内の首都圏中心の鉄道駅を超え、徐々にエリア内のコンビニエンスストアなどに利用店舗を拡大させた結果、現在ではSuica電子マネーの取り扱い件数が（発行枚数1枚当たりの取扱い件数ではnanacoやWAONには及ばないものの）Edyを大きく引き離している。
ICカード乗車券を発行する鉄道事業者間では連携を強化しており、2008年3月18日に西日本旅客鉄道（JR西日本）の『ICOCA電子マネー』と、翌2009年3月14日から北海道旅客鉄道（JR北海道）のKitacaとの相互利用を開始した。さらに、2010年3月13日東海旅客鉄道（JR東海）のTOICA及び九州旅客鉄道（JR九州）のSUGOCA・西日本鉄道のnimoca・福岡市交通局のはやかけんと、それぞれの電子マネー機能の相互利用を開始した事で、鉄道系電子マネーの相互利用可能エリアが首都圏・仙台・新潟各地区から東海・関西・山陽・札幌・北部九州の各地区まで拡大した。PASMOの電子マネーとの相互利用も行われており、これを加えた場合、さらに対応店舗や取り扱い件数は増える事になる。
クレジット決済サービス「iD」との共用端末をイオングループに導入推進した事から、同じ端末をさらに共用できるイオンの電子マネー「WAON」の導入地域拡大によって電子マネーとしてのSuica利用可能エリアは急速に広がった。このため、JR東海エリアの一部地域（愛知・岐阜）の様に、本来の乗車券としてのSuica利用（TOICAとの相互利用という形で）開始前にSuicaショッピングサービスの利用が開始される事例があった。

## 未対応のSuicaカードの交換
2003年6月以前に発行されたSuicaは電子マネーに対応していない。電子マネーの利用を希望する場合は、発行会社の定める手続きに従い、電子マネー対応Suicaへの交換、または全額払い戻しの後に再購入ができる。
電子マネー非対応の旧Suicaカード（定期券・旧Suicaイオカード）の一部には、裏面の案内に、現行のものとは異なるロゴマークとともに「店舗での支払いに使用できる」旨の記述があるが、このカードでは利用不可能である。また電子マネー非対応の旧Suicaカード（定期券・旧Suicaイオカード）では、現在実施されているサービスが一部受けられないほか、JRバス関東や相互利用を実施しているICカード事業者を利用できない場合がある。なお、電子マネー非対応の旧Suicaカードは2008年4月1日より自動券売機・カード発売機・定期券発売機で順次交換を行っている。

## 決済方法
- 駅構内や街中にある店舗での物品の購入の際にレジで店員にSuicaでの支払いを申告する。申告すると店員がレジやCAT操作など必要な操作を行ってリーダライタを有効化し、購入者が読み取り機に同カードをタッチさせる事で、商品金額の引き去りが行われてタッチ音が鳴動する。
- 自動販売機や食券自動券売機の場合は、購入する商品のボタンを先に押してから同カードをタッチする。チャージ額が商品額を上回っていると商品金額の引き去りが行われてタッチ音が鳴動し、商品が提供される。なお、商品ボタンを押していない状態で同カードをタッチすると残額が表示されるため、事実上、残高照会に利用することもできる（PASMO事業者の電子マネー対応自動販売機でも同様）。
- 鉄道（自動改札機）での利用と同様に、パスケースなどに入れておいても利用可能である。ただし、同じパスケースや財布に複数のICカード（ICチップ付き免許証を含む）を入れたまま利用しようとするとエラーを起こすので、その場合は取り出す必要がある。
- 店舗などで購入金額に対してチャージ金額（入金額）が不足している場合、不足分は現金に限り決済できる（Suicaを一度に複数枚利用する事はできない。因みにサービス開始当初は複数枚使用も可能だったが、JR東日本が複数枚使用に規制をかけた[要出典]。）。但し、入金額が不足している場合にSuicaでの決済を認めず全額を現金で支払う事を求めている店舗も一部に存在する。
- 自動券売機やカード発売機で履歴を表示・印字した場合は鉄道利用と同様に月日と残額が印字されるが、「種別」が『物販』となり、利用駅は空白となる。このため、購入内容の詳細は店舗発行のレシートを参照する事になる。

## 実施中の主な店舗

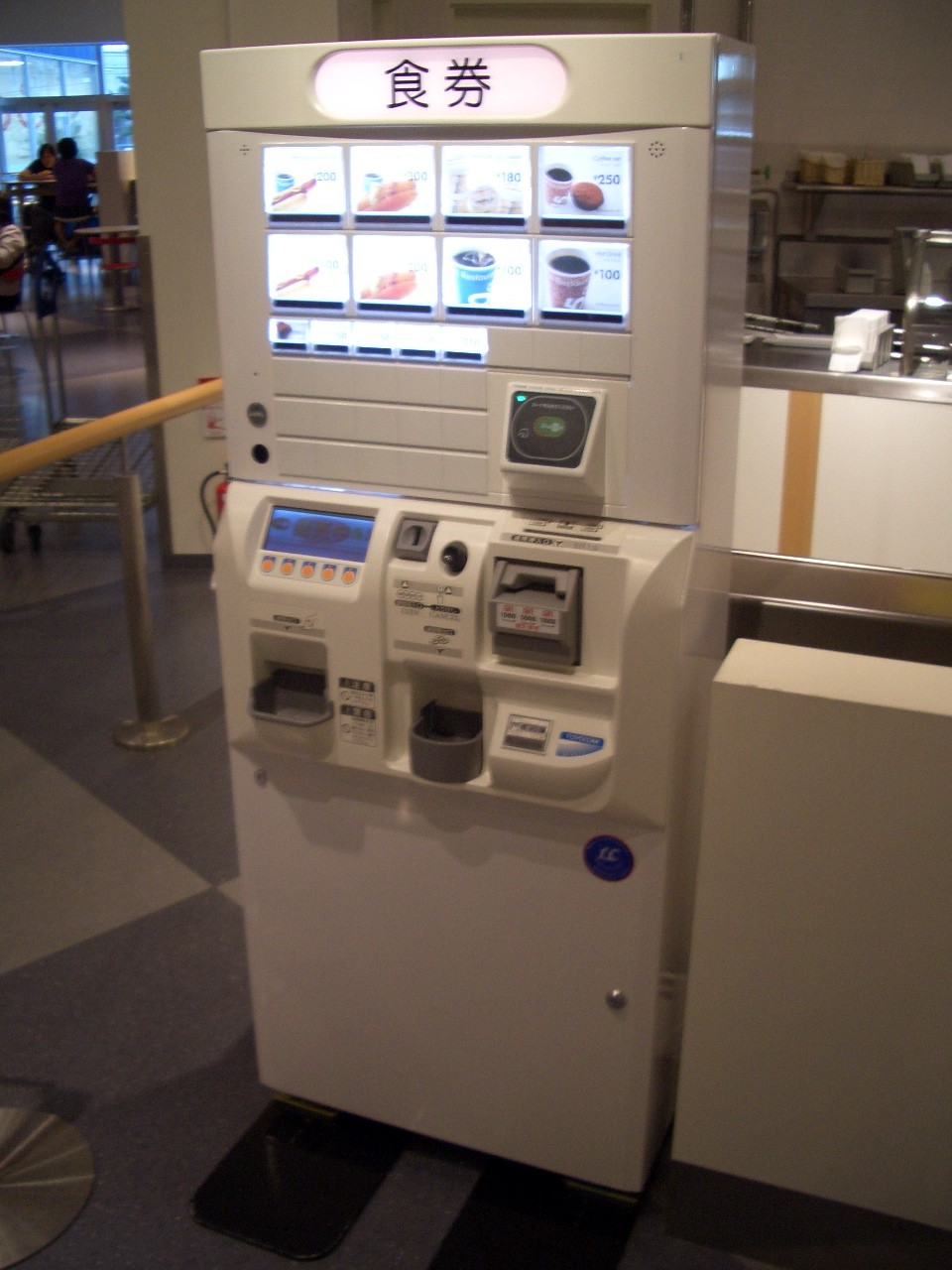
食券販売機の例（イケア船橋1階ビストロ）

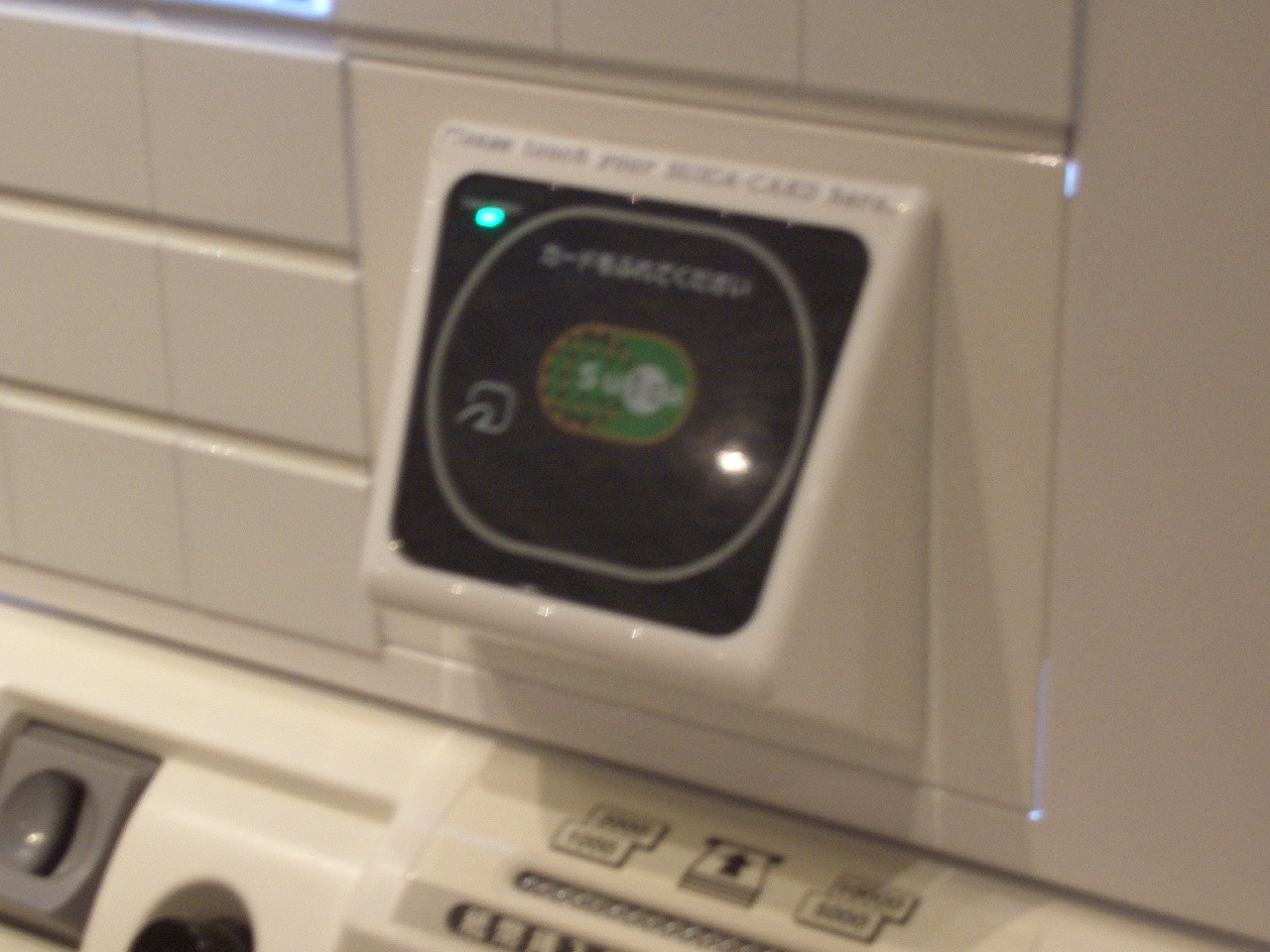
食券販売機のR/Wの例（イケア船橋1階ビストロの食券販売機）

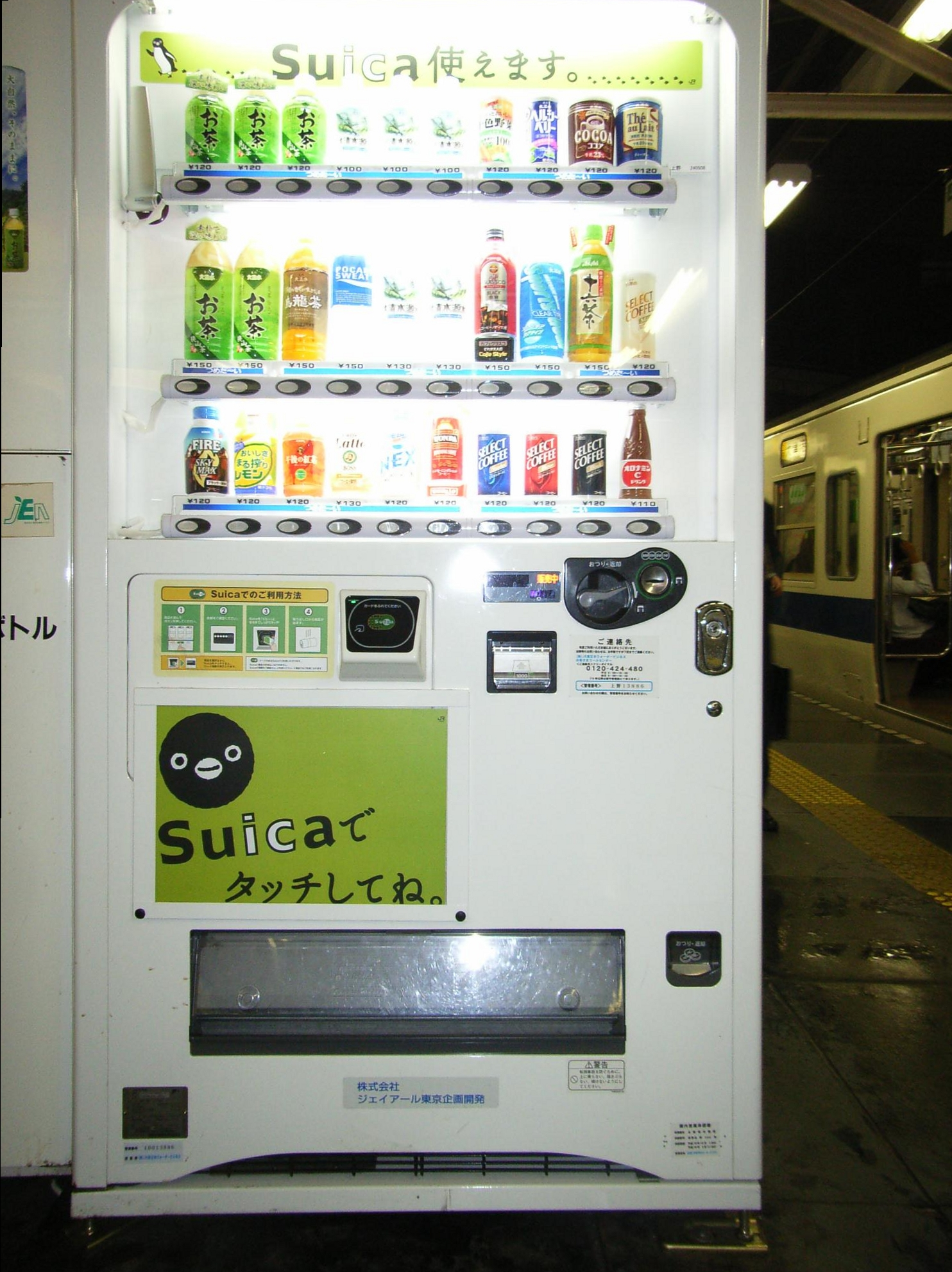
飲料自動販売機の例（上野駅）

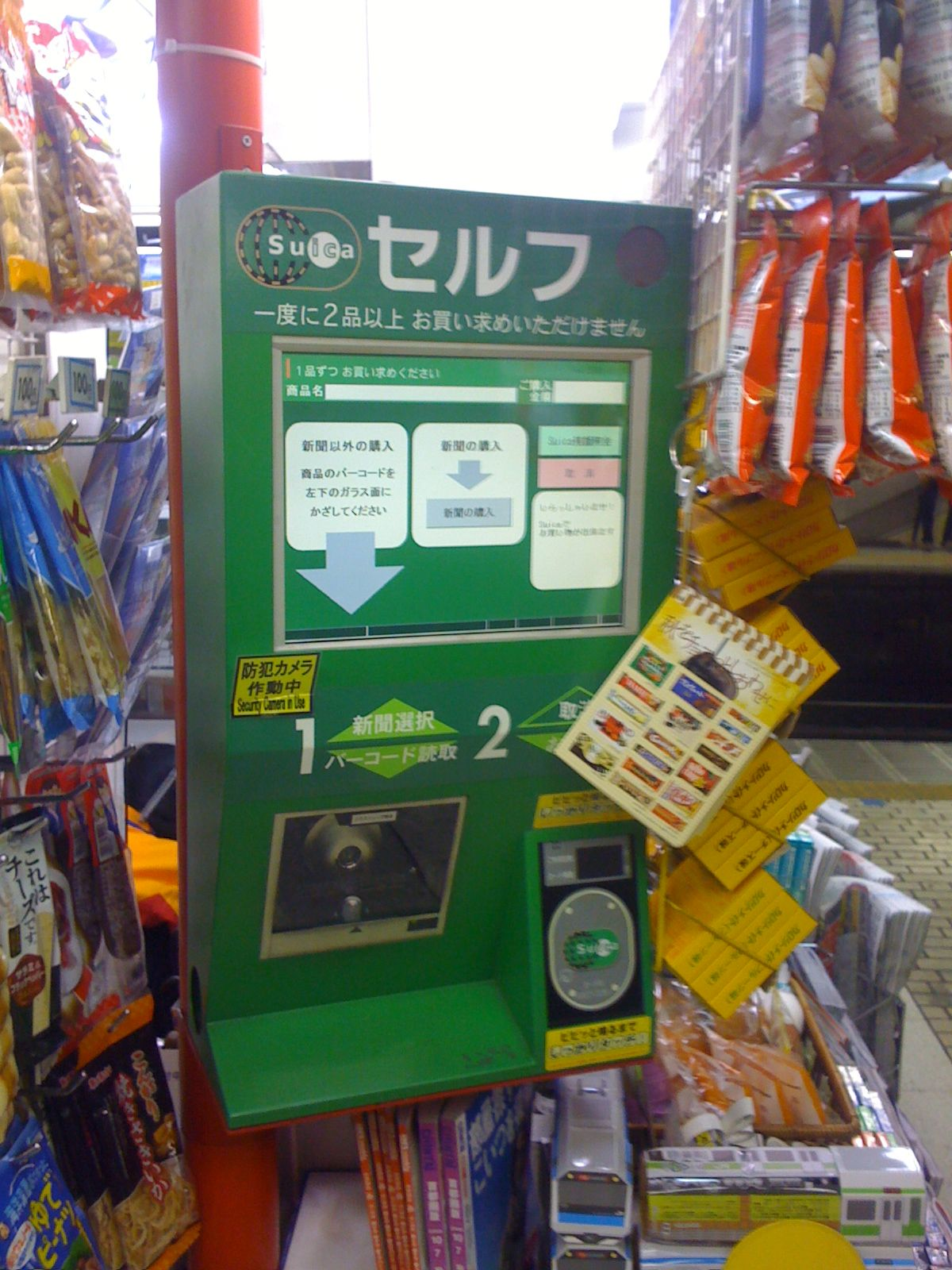
セルフレジ形式のキヨスク（2009年）

現在実施中の店舗は、JR東日本の Suicaが使えるお店検索 を参照。

### 駅構内
JR東日本の駅構内店舗（土産物店、書店など）から展開を開始し、NewDaysやキヨスクを中心に取り扱い店を増やして来た。また、「Suicaステーション」と称した自動販売機・食券自動券売機・コインロッカーなどを含め、同社の駅（一部を除く）での決済にSuicaが利用できる様に整備されて来ている。加えて、ルミネなどの駅ビルやエキュートなどの改札内商業施設全体での実施例も駅構内での展開として捉える事ができる。NewDaysの一部店舗では、Suica専用のセルフレジ（酒類等、一部対応不可の商品がある）が設置されている箇所も増えている。
なお、特にJR東日本の駅構内の店舗では、電子マネーについては現在のところSuicaなどの交通系電子マネー以外は利用できない店が多い。
因みに、Suica対応自動販売機の売り上げデータの送信は、NTTドコモのFOMA組み込み通信モジュールを使用している（画像の上野駅の飲料自動販売機では、最上段左のお茶のさらに左にドコモロゴ入りのアンテナが見える）。

### 街中
駅構内に対するSuica利用場所の概念としてJR東日本から提案されたカテゴリーが「街中」である。街中でのSuicaショッピングサービスは、首都圏・仙台・新潟といった乗車券としてのSuicaが利用できる同社の駅周辺から展開を開始した。少額決済が多い傾向の業態、即ちコンビニエンスストア（ファミリーマート・ミニストップ・ローソン・セブンイレブン・サークルKサンクス・セーブオンなど）やファミリーレストラン（（すかいらーくグループ（ガスト・ジョナサンなど）ほか）、カフェ（サンマルクカフェなど）などから実施店舗が拡大して来た。なお、これらの店舗（特にコンビニ）の中には、既にEdyなどの他の電子マネーが利用できる店も多い。
スーパーマーケット分野では、初期は大丸ピーコック（現・ピーコックストア）などの一部店舗に留まっていたが、2007年2月1日よりイオングループ（イオン（旧ジャスコ・サティ等）、ダイエーやマックスバリュ等も含む）の店舗及び各種テナントにも導入され、同年10月に関東地方及び愛知・岐阜両県内の店舗でも導入された。また2013年5月11日からは全国のユニーグループのスーパーマーケットやショッピングモール各テナントにも導入が開始された。なお、現在はＪＲ東日本のエリアに導入は限定されている。(なお、現在でも、Suicaのキャンペーンについては、イオングループはJR東海のエリア内もキャンペーンの対象としている。)
2010年6月30日からは、下記の関東地区の髙島屋各店の食料品売場にも導入されたが、玉川店については地下1階の「フーズシティ」では利用できない。また新宿店は、食料品以外の売場でも利用可能であるが、ユザワヤ、東急ハンズ、及び12階以上のレストランと専門店では利用できない。
●日本橋店
●新宿店
●玉川店
●立川店
●横浜店（タカシマヤ フードメゾン 新横浜店を含む）
●港南台店
●大宮店
●柏店（タカシマヤ フードメゾン おおたかの森店を含む）
●高崎店
また、成田空港内の店舗、ガソリンスタンド・駐車場、タクシー（2007年〜）など鉄道と連携関係にあるところに積極的に利用エリアを増やしているのも特徴である。他に家電量販店（ビックカメラ（提携してVIEW Suicaカードも発行）、ヨドバシカメラなど）やホテル（ホテルメッツ、APAホテルなど）、アミューズメント分野（劇団四季などのグッズ売店、ポケモンセンター（ポケモンストア）、ゲームセンター、など）、同人誌即売会（スタジオYOU・赤ブーブー通信社・青ブーブー通信社）などでも実施されている。
珍しい例としては、2007年10月14日に開館した鉄道博物館でSuicaを入館券代わりとして利用できる。もちろん、館内にあるレストラン・ミュージアムショップ・自動販売機でも利用できる。
日本ラグビーフットボール協会の協力で、国立競技場で開催されるラグビーの国際試合に、Suicaで入場できるサービスが試験的に導入された。対象は2008年5月31日開催のジャパンXV－クラシック・オールブラックス戦と6月22日のパシフィック・ネーションズカップの日本代表－フィジー代表戦の、共にゴール裏自由席券（500円）、及び7月6日と10日に行われたフランス大学選抜来日シリーズでの一般自由席券（2,000円）で、いずれもPASMOやICOCA（当時）でも利用が可能であった。
同年9月からは、秩父宮ラグビー場で行われるトップリーグや関東大学対抗戦などの試合でも正面・スタジアム通り入口で扱う＜当日券：自由席一般＞のみの扱いで、Suicaをタッチして入場できるサービスが本格的に導入された。スポーツ競技場でシーズンを通じてSuica（相互利用可能なJR各社及び他社・局のICカード乗車券も）で入場できるサービスが導入されるのは初めてである。

### チャージ（入金）も可能な店舗
- NewDaysの一部店舗 - レジでチャージ
  - 首都圏・仙台・新潟地区の大部分の店舗で利用可能。また、エリア外でも新幹線の停車駅を中心に利用可能な店舗がある（長野駅や八戸駅など）。
- ファミリーマート - レジでチャージ
  - 日本国内全店舗で利用可能。
  - 当初はファミポートでチャージ金額を指定し、印字された引き換え券を持ってレジでチャージしていた。
  - 旧am/pm - am/pmの首都圏店舗では、元々PASMO導入による相互利用の形で利用可能だったが、ファミリーマートが買収し、am/pmからファミリーマートへ転換する際に、ファミリーマート従来店舗にあわせ、Suica直契約に鞍替えしている（一部私鉄フランチャイズ店舗を除く）。
  - サークルK店舗及びサンクス店舗 - ファミリーマート店舗同様レジでチャージ。日本国内全店で利用可能。
- イオングループ
  - イオン※、マックスバリュ※、ビブレ※など - いずれもサービスカウンター及び直営レジでチャージ
  - ハピコム（ウエルシア、ツルハなど） - レジでチャージ
  - ミニストップ※ - レジでチャージ
  - 四国地方を除く日本国内全店舗で利用可能（ミニストップは四国地方でも利用可能）。
  - 2007年10月15日からは、Suica乗車エリア外でJR東海のTOICAエリアである愛知・岐阜両県のジャスコ（当時）・マックスバリュ・メガマート（当時）でも取り扱いを開始した（イオンモール岡崎・東浦に入店している専門店は11月1日から開始）。JR東海のTOICAエリアにおけるSuicaの乗車券としての相互利用は2008年3月29日からの開始であったため、これよりも前の期間は愛知・岐阜両県においてSuicaは乗車券機能よりも電子マネーの機能の方が先行して導入された事になる。
  - 2008年3月1日よりイオングループの東北・甲信越・東海地方各県での利用がWAONと同時という形で開始された。これによりJR東日本管内でありながらIC乗車券としての利用のできない長野支社管内などでも電子マネーとしての利用が可能となった。
- ローソン - レジでチャージ
  - 日本国内全店舗で利用可能。
- ユニー・ファミマグループ
  - アピタ、ピアゴ - サービスカウンターでチャージ。(2013年5月13日から全国の店舗で順次導入)
  - miniピアゴ - レジでチャージ。（2013年7月1日から全店で導入）
- セブン-イレブン - レジでチャージ
  - 日本国内全店（東京・神奈川の一部を除くJR東日本エリアへSuicaを導入。他店は京浜急行電鉄や新京成電鉄などの私鉄による東京・神奈川・千葉の一部の店舗へのPASMO、及び各地のJRによるKitaca・TOICA・ICOCA・SUGOCAを導入したことによる相互利用[12] および、名古屋地区のmanaca導入店舗も2013年3月23日から利用が可能となったため、日本国内全店で利用可能）。

いずれも、クレジットカード払いによるSuicaへのチャージは行っていない。また、上記以外の店舗では現在のところチャージができない。

### インターネット
モバイルSuicaとSuicaインターネットサービスで、楽天市場、オンライン書店bk1、NHKオンデマンドなどでインターネットショッピングやトミーウォーカーのPBW形式のオンラインゲームにおける★の購入ができる。これらのサービスは全国相互利用の対象外となっており、Suicaしか利用することができない。
また、2014年7月22日から任天堂のゲーム機Wii Uの支払い決済に、交通系電子マネー（Suica／PASMO／kitaca／TOICA／manaca／ICOCA／SUGOCA／nimoca／はやかけん）を利用できるようになった。このサービスは2022年1月18日9時をもって終了した。

### 車内販売
NRE（旧聚楽ティ・エス・エスを含む）が営業するJR東日本管内の全新幹線・特急・団体列車の車内販売用に2008年4月（3月先行導入）から順次Suica決済用ハンディー端末を導入している（但し、他社直通特急列車のうちNREグループ以外の企業との共管で車内販売を行っている「はくたか」「北越」「日本海」を除く。）。他社直通列車の場合、他社線区間内でも利用可能である。なお、グリーン車Suicaシステムを導入している首都圏の普通列車グリーン車内販売には導入する予定がない。

2015年3月14日から東海道・山陽新幹線の「のぞみ・ひかり・さくら・みずほ」の車内販売の決済で使用可能になった（「こだま」及び一部の列車は車内販売の営業がない）。

## 共用決済端末
開始当初はパナソニック製の信用照会端末をSuica決済のみ対応の仕様に変更して導入されたが、その後登場した東芝テックやNECインフロンティア（現・NECプラットフォームズ）製の信用照会端末で従来のクレジットカード決済に加えてSuica決済にも対応した関係で、クレジットカードとSuica両方を取り扱う駅ビルで数多く導入されている。
JR東日本とNTTドコモ（iDを展開）は、共同でSuicaとiDの両方が利用できる共通インフラ（共用端末及び共通利用センター）を整備する事を合意し、そのために共通インフラ運営有限責任事業組合を設立し、2007年1月から運営を開始している。また、その共通インフラをEdyとQUICPayも利用する事も合意されており、まずは翌2月1日よりイオングループの店舗に初めて共用端末（Suica・iD対応）を導入した。イオングループは2008年3月1日よりこの共用端末によるIC決済を全国に拡大し、Suicaが利用できる駅（これにはJR東日本管内の新幹線駅もすべて含まれる）が県内に1つでもあればその県のイオングループ全店舗でSuicaが利用できるという形であるため、Suica対応店舗が大幅に増えた。イオンはICOCAも同様の形で取り扱い店舗を増やしており、これによって本州の端である青森県青森市（県内の八戸駅がSuica対応）から山口県下関市（県内の岩国駅などがICOCA対応）までSuicaでの買い物ができる様になった。
それに連動する形で、共用端末の導入を始めとする同カードの普及のために、JR東日本・NTTドコモ・NTTデータは「Suica普及有限責任事業組合」を設立し、Suica導入の資金援助を行っている。その資金援助の第1号はららぽーとであり、2007年3月15日に開業したららぽーと横浜に共用端末を導入した。その後4店舗に導入された他、共用端末の導入も拡大するということであった。この共用端末は、同月18日に運用を開始したPASMOもSuicaとの相互利用という形で対応している。また、ICOCAについては翌2008年3月18日からSuicaとの電子マネー相互利用を開始しているが、この共用端末に参加するかは明確にはされなかった。
そして、同年2月22日よりEdyにも対応した共用端末がラゾーナ川崎プラザにて運用を開始している（端末1機でSuica・iD・Edyの3つに対応して運用されるのは全国初という）。ららぽーとに導入済みの共用端末もEdyに対応していく予定である。
その他にもSuica加盟店を募集しているJCB・UCカード・三井住友カード・三菱UFJニコスのクレジットカード会社4社は電子マネー対応の信用照会端末を設置している（JR東日本側〈ビューカード〉も同様の端末を駅ビルなどに導入している）。このうち、JCBが主導するCARDNET端末などQUICPayとの共用が可能な端末もあり、三井住友カードの端末は将来前述のiDとの共用端末を設置する計画がある。因みに三菱UFJニコスとJCBはJ-WESTカードの業務代行元となっている関係から、西日本旅客鉄道（JR西日本）とICOCA電子マネーの加盟店開拓も行う事で合意し、ICOCAにも正式に対応した共用端末も開発された。
NECインフロンティアの汎用型リーダライタ（Suica・iD・Edy・QUICPay・Smartplus・Visa Touch対応）をサークルKサンクスやローソンが導入しており、両社のJR東日本エリアの店舗では、Suicaの利用が可能になった。
さらにセブン&アイ・ホールディングスでも、独自の電子マネー「nanaco」の導入に合わせ、同様にパナソニック製の専用読み取り端末を導入し、各種電子マネーへの対応を進めてきたが、ようやく2011年3月18日より、全国のセブン-イレブン各店にて、Suicaの利用が可能になった（名古屋地区のmanaca導入店舗を除く：前述参照）。

## Suicaポイントクラブ
Suicaポイント加盟店（JR東日本の駅構内の商業施設や街中のスリーエフ店舗）で「Suicaカード（無記名式）」を除く、事前に登録したSuica電子マネーで買い物をすると、利用額の0.5% - 1%相当のSuicaポイントがポイント口座に貯まり、そのポイントでSuicaチャージが行えた。他者ポイントからSuicaポイントへの移行もできた。
2017年12月5日よりJRE POINTに統合された。2018年11月30日までは手続きをすることで貯めていたSuicaポイントをJRE POINTに移行できた。

## 歴史

### 2003年
- 11月 - VIEW Suicaカードのイオカード(SF)部分を駅構内の一部店舗で電子マネーとして利用するSuica電子マネーモニターを開始。

### 2004年
- 3月22日 - Suica電子マネーモニターが順調な事から一般のSuicaに開放し、Suicaショッピングサービスとしてスタート（開始当初はりんかいSuicaのみ対応していなかったが、同年7月に対応した。）[23]。
- 9月28日 - ファミリーマートの一部店舗で開始[24]。
- 11月30日 - スリーエフ日本大通・神奈川県庁前・中区山下町・横浜情報文化センター・エドモントの各店で開始。
- 時期不明 - Suicaショッピングサービスを、Suica電子マネーと呼称するようになった。

### 2005年
- 1月20日 - ビックカメラ有楽町店で開始[25]。
- 2月22日-上野駅構内の“駅ナカ”物販・飲食店舗、コインロッカー、飲料自動販売機を集中的にSuica対応とする戦略「Suicaステーションうえの」がスタートする。
- 9月9日 - 大丸ピーコック[注釈 1] の高田馬場（東京都）・西船橋（千葉県）両店で開始。なお、同社ではイオングループへの転換過渡期までEdyを導入していた。
- 9月28日 - ファミリーマート（埼玉県内・品川駅港南口店〈東京都〉）にてチャージが利用可能に。Suica利用可能な駅以外でのSuicaへのチャージ（入金）ができる場所としては初。
- 10月12日 - ビックカメラの関東地区全店での利用とビックカメラSuicaカードの発行を開始。
- 10月26日 - ジョナサンの山手線内全店と京浜東北・中央・総武線沿線にある80店舗（先行導入の3店舗を含まない）で開始。
- 11月4日 - 時間貸駐車場「タイムズ」で開始。
- 11月28日 - ファミリーマートのショッピング・チャージサービスが東京23区内の386店舗に拡大。

### 2006年
- 4月15日 - ポケモンセンタートウキョー・ヨコハマで開始。
- 5月10日 - かえつ有明中学校・高等学校校内売店で開始。
- 6月2日 - 成田国際空港内の飲食店・売店で開始（初の空港内店舗への本格的導入）。
- 7月10日 - デイリーヤマザキの新潟県内3店舗で開始。
- 9月 - ビックカメラ天神1・2号館で開始（JR東日本エリア外としては初の店舗）。
- 10月 - ミニストップ東京23区・千葉（一部）エリアを皮切りにチャージを含めた本格展開開始。
- 10月27日 - ヨドバシカメラで順次開始。
- 12月 - デイリーヤマザキの千葉県内3店舗にQUICPayと共に開始。

### 2007年
- 2月1日 - イオンと提携し、関東1都6県のイオングループの店舗（ジャスコ・イオンスーパーセンター・マックスバリュ・メガマート・カルフール）にiDと共に導入（共用端末の初の導入事例）。
- 3月18日 - PASMO電子マネーサービスとの相互利用を開始。同日に秋葉原と新宿のソフマップの一部店舗で開始。
- 3月29日 - 国際自動車と日本交通のタクシーに導入開始。
- 5月21日 - イオングループでの取り扱い店舗が山梨・新潟地区に拡大、サティとビブレも取り扱い店舗に追加。テナント店舗でも導入。
- 6月1日 - Suicaポイントサービス開始。
- 6月30日 - 洋服の青山が首都圏約180店舗に順次導入開始[26]。
- 7月 - 首都圏のファミリーマート・ミニストップ全店舗に導入完了。
- 9月 - 首都圏（東京都及び埼玉・神奈川・千葉の各県）のスリーエフ全店に順次導入開始。
- 10月1日 - 洋服の青山での首都圏約180店舗に導入完了。AOYAMAカードポイントからSuicaポイントへのポイント交換開始。
- 10月14日 - この日開館した鉄道博物館内のレストラン・ミュージアムショップ・自動販売機で導入。
- 10月15日 - イオングループでの取り扱い店舗が愛知・岐阜両県のショッピングセンターに拡大（Suicaショッピングサービスにおける本格的なJR東日本エリア外進出開始）。
- 12月10日 - 東北・中部エリアのミニストップ（一部店舗を除く）に導入完了（WAON端末として導入）。

### 2008年
- 1月23日 - てんや全店舗へ順次導入開始[27]。
- 2月22日 - ラゾーナ川崎プラザにiD・Edyと共に導入（共用端末にEdyが参加した初の導入事例[22]）。
- 2月 - 首都圏のスリーエフ全店舗に導入完了（なお、計画当初は2006年秋までに完了する予定であった。）。
- 3月1日 - 東北地方のジャスコ、マックスバリュ（一部除く）でWAONと共に導入。
- 3月15日 - この日より上越・長野新幹線の車内販売にSuica決済ハンディ端末を先行導入。
- 3月18日 - ICOCAと電子マネーの相互利用開始。
- 3月X日 - 秋田駅構内（Suicaエリア外）のNEWDAYS、自動販売機に導入。その後、同駅にSuica対応ロッカーも導入された。
- 3月以降 - 首都圏・名古屋地区を中心に「Suica」「QUICPay」の共用端末を導入。
- 3月29日 - Suica・TOICA相互利用開始に合わせてJR東海名古屋駅太閤通口の「ビックカメラ名古屋駅西店」でSuicaを導入。イオンやミニストップでの愛知・岐阜両県への導入といった全国チェーン展開に伴うもの以外では初の大型進出である。同店のエントランスにおけるペンギンのバルーンディスプレイや拡販用の幟で積極的にアピールし、TOICAエリアで且つJR東海のお膝元でありながらSuicaエリアと見まがう光景が現出している。同店舗でもクレジットカード「ビックカメラSuicaカード」の会員募集を開始し、併せてJR東日本のATM「ビュー・アルッテ」が設置された。
- 4月1日 - この日よりJR東日本管内の新幹線・特急列車（一部他社直通特急除く）の車内販売にSuica決済ハンディー端末の本格導入を順次開始。
- 7月 - この頃よりSuicaエリア内のデイリーヤマザキ全店舗に順次導入開始[28]。
- 8月20日以降 - JR東日本仙台支社管内の主な観光エリアである松島・米沢・会津若松の観光施設で電子マネーサービス開始[29]。
- 12月 - 福島県南会津町にある会津高原・たかつえスキーリゾート&ホテルズで導入。スキー場での導入事例はガーラ湯沢スキー場に続いて2例目。なお、同スキー場は以前東武鉄道などによる第3セクターが経営していたが、現在東武鉄道は経営から撤退している。冬期間の週末は浅草駅からスキー客向けの夜行列車が運行されている。
- 12月22日 - JR名古屋駅太閤通口地下街「エスカ」内のコメダ珈琲店及び山本屋本店で「Suica」「QUICPay」の共用端末を導入[30]。

### 2009年
- 1月下旬 - JR名古屋駅太閤通口地下街「エスカ」内の矢場とんで「Suica」「QUICPay」の共用端末を導入[30]。
- 3月14日 - Kitacaと電子マネーの相互利用開始。
- 4月8日 - JR東日本エリア内のローソン全店で導入。
- 7月27日 - Suicaインターネットサービスを開始。カードタイプのSuicaでもインターネットショッピングで利用できるようになる。

### 2010年
- 3月13日 - TOICA及びSUGOCA・nimoca・はやかけんとの電子マネーの相互利用を開始。
- 6月30日 - 関東地区の髙島屋各店の食料品売場に導入（一部の店舗では、利用できる売場が異なる）。
- 7月14日 - JR東日本エリア内のサークルKサンクス全店で導入、及び同チェーンのカルワザクラブとの連携開始（事前登録したSuica利用でカルポイントが貯まるカルポイントとSuicaポイントの交換）[31][32]。

### 2011年
- 3月18日 - 東京・神奈川の一部を除くJR東日本エリア内のセブン-イレブン全店で導入、同時にそれ以外の全店にSuicaと相互利用可能な各地のICカードを導入するため、Suicaはセブン-イレブン国内全店での利用が可能になった[12]（名古屋地区のmanaca導入店舗を除く）。
- 5月23日 - ヤマト運輸直営店およびセールスドライバーのモバイル端末にて利用開始[33]。
- 11月14日 - JR東日本ホテルズの新会員組織「EASTYLE MEMBERS」で「ホテルメッツ」に加盟している各ホテルにおいてSuicaが利用可能になった[34]。以降、順次使用できる店舗を増やす予定。

### 2012年
- 2月1日 - 全国のすかいらーくグループ各店で利用可能に。
- 3月26日 - JR東日本エリア内のセイコーマート全店で導入[35]。
- 8月12日 - トミーウォーカーのPBWタイプのオンラインゲーム『PSYCHIC HEARTS』で利用可能に。

### 2013年
- 3月23日 - manacaと電子マネーとの相互利用を開始。これにより全国相互利用が可能になった。
- 5月11日 - ユニーグループの店舗（アピタ、ピアゴ）及びショッピングセンター等に導入開始。

### 2014年
- 7月22日：7月22日からWii Uの支払い決済に、交通系電子マネー（Suica／PASMO／kitaca／TOICA／manaca／ICOCA／SUGOCA／nimoca／はやかけん）を利用できるようになった[14][15][16][17][18][19]。

### 2015年
- 3月14日から東海道・山陽新幹線の車内販売の決済で使用可能になった。
- 8月16日 - トミーウォーカーのPBWタイプのオンラインゲーム『ケルベロスブレイド』でも利用可能に。
- 10月1日 - ドトールコーヒー、エクセルシオール カフェでSuica決済が可能になる。

### 2016年
- 4月29日 - やまやでSuica決済が可能となる。

### 2017年
- 12月5日 - Suicaポイントクラブ（同年11月27日新規登録停止）を、JREポイントに移行。

### 2018年
- 12月14日 - トミーウォーカーのPBWタイプのオンラインゲーム『第六猟兵』でも利用可能に。

### 2021年
- 8月15日 - トミーウォーカーのPBWタイプのオンラインゲーム『チェインパラドクス』でも利用可能に。

## 相互利用
首都圏のJR以外の他社鉄道・バス事業者が導入したICカード「PASMO」は、当初から乗車券機能に加えて電子マネー機能も相互利用が可能であり、各店舗のSuicaが利用可能である事を示すステッカーが『PASMOも使えます』を付記されているものもしくは『SuicaとPASMOご利用いただけます』と書き換えられたものに張り替えられていた。
また、乗車券機能のみ相互利用の対象だったJR西日本の「ICOCA」については2008年3月18日より電子マネーに関しても相互利用を開始し、同時にSuicaが利用可能である事を示すステッカーも『SuicaとPASMOとICOCAご利用いただけます』に張り替えた。JR北海道の「Kitaca」とも2009年3月14日に乗車券機能・電子マネー共に相互利用を開始された。同時にSuicaが利用可能である事を示すステッカーも『Suica・PASMO・ICOCA・Kitacaご利用いただけます』に張り替えた。
さらに2010年3月13日からは、JR東海の「TOICA電子マネー」との相互利用、及び福岡地区の鉄道事業者が発行する非接触型ICカード乗車券（JR九州のSUGOCA・西日本鉄道のnimoca・福岡市交通局のはやかけん）との間で、電子マネー機能を含めた相互利用を開始した。同時にSuicaが利用可能である事を示すステッカーも『Suica・PASMOご利用いただけます 以下の電子マネーもご利用いただけます』として、他地域の相互利用可能なICカード乗車券を含めた案内表示に張り替えた。
そして2013年3月23日からは、名古屋地区の鉄道事業者が発行する非接触ICカード乗車券「manaca」との間で、電子マネー機能を含めた相互利用を開始した。同時にSuicaが利用可能である事を示すステッカーも全国相互利用エリア共通の「交通系電子マネーご利用になれます。」に張り替えた。

## 課題

### 領収書の発行と収入印紙
印紙税法における第17号の1文書（売上代金に係る金銭又は有価証券の受取書）は、金銭又は有価証券の受領事実を証明する目的で作成されるものである。従って、現金によるSuicaへのチャージ時に領収書は発行されるが、クレジットカードによるチャージ及びSuica電子マネーでの決済では発行されない（「領収書」と銘打ったレシートが発行される事もあるが、「Suica決済」というくだりが印字されている以上、厳密には領収書ではない）。
また、2014年現在チャージ上限金額が20,000円であるため、収入印紙が貼付される事もない。なお、東日本旅客鉄道の券売機でSuicaチャージした際に発行可能な領収書は、インボイス制度の特例に該当するが、登録番号と印紙税申告納付の表示がなされる。

### 電子マネーの使い勝手
電子マネーとして見た場合、使い勝手において以下に記述する様な他の電子マネーに劣る部分もある。
- チャージ（入金）上限が20,000円と低額である。
- 支払いに使用できる拠点に比べて、チャージできる拠点が少ない。
- 残高が不足した際に別のSuicaを併用できない。また、一部店舗では同カードの残高が不足している時に現金の併用を拒否し、全額を現金で支払う事を求めている事例もある（自動券売機や1円単位の扱いのない店舗など）（現金を併用させることを認めるか認めないかは、規約等に明確に記載されておらず、個々の店舗の判断による。）。

### 法整備
Edyなど前払い型の電子マネーは商品券やプリペイドカードに近い性格を持っている事から、いわゆるプリカ法（資金決済に関する法律）の規制対象となり、カード発行者は財務省への届け出と定期的に発行残額の報告と一定の供託金の拠出が必要であり、SuicaやPASMOでの電子マネーも適用対象となっている。なお、WebMoneyなどのサーバ管理型電子マネーと呼ばれているものは、法の対象外であるため、総務省は仮称「電子マネー法」の制定について検討を2007年12月より開始している。